# The Golden Wall
The Golden Wall è un film muto del 1918 diretto da Dell Henderson.

## Trama
Charles de la Fontaine, marchese d'Aubeterre, scopre dopo la morte del padre che la famiglia è senza un soldo. Con l'appoggio della contessa d'Este che gli assicura una posizione presso il ricchissimo Lathrop, Charles si reca negli Stati Uniti, dove vuole fare fortuna, per sé e per Helen, sua sorella. A casa dei Lathrop, il giovane marchese si innamora della figlia del milionario, Marian. Ma la giovane, credendolo solo un cacciatore di dote, lo evita, accettando invece la proposta di matrimonio del ricco Rudolph Miller. Marian cambierà la sua opinione su Charles quando rimarrà chiusa incidentalmente in una torre, sola con lui. Il giovane, prima di evadere audacemente da quella prigione provvisoria, le giura che tornerà per sposarla solo dopo che avrà fatto fortuna. Insieme a Frank Lathrop, il fratello di Marian, Charles si lancia in un'avventura finanziaria che rende ricchi i due giovani. Marian, intanto, ha scoperto l'infedeltà di Miller: caduto il "muro d'oro" che la separava da Charles, ora è pronta a sposarlo.

## Produzione
Il film, prodotto dalla World Film, venne girato nel maggio 1918.

## Distribuzione
Il copyright del film, richiesto dalla World Film Corp., fu registrato l'11 luglio 1918 con il numero LU12641. Distribuito dalla World Film e presentato da William A. Brady, il film uscì nelle sale cinematografiche statunitensi il 15 luglio 1918.
Non si conoscono copie ancora esistenti della pellicola che viene considerata presumibilmente perduta.